# アンゴラの港湾
アンゴラの港湾（アンゴラのこうわん、英語: Ports and harbours in Angola）は、アンゴラにおける港湾について記す。

## 一覧
- カビンダ港（カビンダ）（Complexo Portuário de Cabinda）
- ルアンダ港（英語版）（ルアンダ）
- ロビト港（英語版）（ロビト）
- ナミベ港（英語版）（モサメデス）
- ソヨ港（ポルトガル語版）（ソヨ（英語版））
- スンベ港（スンベ）
- ポルト・アンボイム港（ポルト・アンボイム（英語版））（クアンザ・スル港、Porto do Cuanza Sul）